# 에밀리아 슐레
에밀리아 슐레(Emilia Schüle, 1992년 11월 28일 ~ )는 독일의 배우이다.

## 출연 작품
- 향기를 만드는 자 (2022)
- 쁘떼뜨 (2019)
- 원스 어폰 어 타임... 인디아나랜드 (2017)
- 유겐트 오네 고트 (2017)
- 하이 소사이어티 (2017)
- 마이 브라더 심플 (2017)
- 포인트 블랭크 (2016)
- 레나러브 (2016)
- 펑크 (2015)
- 보이 7 (2015)
- 남자는 그들이 할수있는 것을 한다 (2012)
- 네메즈 (2012)